# یانگ چانگ
یانگ چانگ (انگلیسی: Young Chang) شرکت تجهیزات موسیقی کره‌ای است، که در سال ۱۹۵۶ تأسیس شد.